# Doctrina de la seguridad nacional
La Doctrina de la seguridad nacional es un concepto utilizado para definir ciertas acciones de política exterior de los Estados Unidos, tendentes a que las fuerzas armadas de los países latinoamericanos modificaran su misión para dedicarse con exclusividad a garantizar el orden interno, bajo el pretexto de cambiar pensamientos en el contexto de la Guerra Fría, así como fomentar la cooperación entre estas dictaduras militares.

## Características
Si bien nunca recibió oficialmente el nombre de Doctrina, esta denominación es ampliamente reconocida en muchos ámbitos académicos y gubernamentales, y su existencia es demostrable según la interpretación de los informes desclasificados por el gobierno de EE. UU., la CIA y los memorándum del Consejo de Seguridad Nacional.
El hecho de nunca haber sido redactada o declarada oficialmente se explica al entenderla como una doctrina militar. La definición de Doctrina de la seguridad nacional, requiere reconocer a la misma en el marco de las llamadas doctrinas militares. Juan Pablo Angelone, docente de la Universidad Nacional de Rosario (Argentina):

Las doctrinas militares constituyen, en esencia, conjuntos de proposiciones no necesariamente escritas, que constituyen un corpus más o menos coherente, orientadoras del accionar institucional de las fuerzas armadas en lo que es la manifiesta función principal de las mismas: hacer la guerra. Las doctrinas militares caracterizan, pues, las modalidades esenciales de la guerra; identifican enemigos específicos; analizan el contexto internacional a fin de detectar aliados y adversarios de acuerdo con las hipótesis de conflicto que se manejan; evalúan calidad y cantidad de los recursos materiales y humanos disponibles en caso de un estallido de hostilidades; etc.

La llamada Doctrina fue un producto del pensamiento de la Guerra Fría, que mantuvo al mundo dividido en dos campos antagónicos. Fue ideada por los sucesivos gobiernos de los Estados Unidos y puesta en práctica mediante el entrenamiento de los distintos ejércitos latinoamericanos en la Escuela de las Américas en Panamá. Allí, durante casi cuarenta años, eran enviados militares procedentes de distintos países latinoamericanos para instruirse en técnicas de contrainsurgencia: interrogatorios mediante torturas, infiltración, inteligencia, secuestros y desapariciones de opositores políticos, combate militar, guerra psicológica. Contando incluso con manuales de tortura y contrainsurgencia de la CIA para este fin.
Según esta Doctrina, cualquier amenaza a la Seguridad Nacional de EE. UU. originada en cualquier parte del mundo, constituía una acción a favor de la potencia enemiga de EE. UU., la URSS.
Existía la convicción, en ciertas áreas del gobierno estadounidense, de que el bloque comunista (surgido después de la Segunda Guerra Mundial) tenía como principal objetivo el convertirse en la única potencia mundial y reorganizar la sociedad mediante la expansión del comunismo soviético.
La llamada doctrina considera a los propios ciudadanos de un país como posibles amenazas a la seguridad.
Los defensores de la Doctrina sostienen oficialmente que fue necesaria su aplicación durante la guerra fría para frenar el avance del comunismo. Según esta Doctrina el comunismo acabaría con las libertades y los derechos individuales en el país donde se instaurara, y las violaciones a los DD. HH. necesarias para evitar la acción o la instauración del comunismo, eran vistas como un daño colateral o un sacrificio menor. Los defensores de la Doctrina también argumentan que no es correcto llamarla "doctrina" ya que nunca fue redactada oficialmente, y por lo tanto sostienen que solo se la entiende como una doctrina desde una postura adversa a la política internacional de EE. UU. Así mismo, según la Escuela de las Américas su objetivo fundacional era enfatizar en la democracia y los derechos humanos.
A partir del fin de la Guerra de Vietnam, EE. UU. replanteó su estrategia con el objetivo de involucrar más directamente a los ejércitos de las propias naciones latinoamericanas en la defensa hemisférica, comprometiendo en menor medida a las fuerzas armadas de los EE. UU., en lo que se conoció como Doctrina Nixon. Los EE. UU. intentaron proteger sus intereses en Latinoamérica mediante la instalación de gobiernos dictatoriales. Pero con la influencia de la revolución cubana de 1959 y el crecimiento del pensamiento comunista o socialista entre los estudiantes y trabajadores latinoamericanos, por primera vez surgía la idea de que el pueblo del propio país podía constituir una amenaza a la seguridad nacional.
Empleando la Doctrina de seguridad nacional los Estados Unidos consiguen unificar el accionar de las distintas dictaduras latinoamericanas, como la de Augusto Pinochet en Chile (1973-1990), Alfredo Stroessner en Paraguay (1954-1989), el Proceso de Reorganización Nacional en Argentina (1976-1983), Juan María Bordaberry en Uruguay (1973-1985), el general Hugo Banzer en Bolivia (1971-1978), la dinastía Somoza en Nicaragua, de los gobiernos de El Salvador durante sus más sangrientos años de guerra civil, y del gobierno colombiano de Julio César Turbay Ayala con su famoso "Estatuto de Seguridad" (1978-1982).
Se unificó la acción represiva de todos estos gobiernos mediante los denominados Plan Cóndor en Sudamérica, y Operación Charlie en Centroamérica.
Es conveniente añadir que en Argentina, uno de los precursores de la doctrina de la seguridad nacional fue el plan CONINTES, sancionado y puesto en práctica durante el gobierno de Arturo Frondizi en 1958. La sigla significaba «CONmoción INTerna del EStado», y consistía en poner a las Fuerzas Armadas y de seguridad a disposición de la represión interna, permitiendo la militarización de los grandes centros urbanos y permitiendo allanamientos y detenciones a los líderes opositores.
Las técnicas de contrainsurgencia aplicadas con la Doctrina de seguridad nacional tienen dos vertientes. La primera de origen estadounidense llamada Doctrina de Seguridad Hemisférica, impartida en la Escuela de las Américas, y la segunda de origen francés, llamada Doctrina de la Contrainsurgencia, creada a partir de la lección aprendida por el general D'Allegret tras las derrotas en las guerras de independencia de Indochina y Argelia.
La Doctrina llega a formar una parte importante de la ideología de las fuerzas armadas en América Latina, quienes por primera vez extienden su papel de defensores de las fronteras nacionales con la defensa contra el propio pueblo, constituyéndose en artífices del terrorismo de Estado. Además la Doctrina propaga una visión amplia del enemigo: no solo se consideran terroristas insurgentes a las personas armadas contra un gobierno determinado, sino también a las personas que propagan ideas en contra del concepto de la sociedad nacional que tiene el gobierno de EE. UU. Cuando se interpreta al enemigo insurgente de tal manera, se puede fácilmente ordenar a todo el mundo bajo esta conceptualización. Además, los insurgentes son considerados subversivos, terroristas, traidores a la patria, etc., y por consiguiente no se los ve como Sujetos de Derecho. Por esto la doctrina justifica utilizar los métodos violentos para tratar y eliminar al enemigo.

## Influencia
En 2023, la coalición política La Libertad Avanza, cuyo líder y presidente electo para el período 2023-2027 en Argentina es Javier Milei, propuso la aplicación de "una doctrina de Seguridad Nacional y sus estrategias" como uno de los puntos de su campaña.